# Gouvernement Arena
Le Gouvernement Marie Arena est un gouvernement de la Communauté française de Belgique bipartite composé de socialistes et de sociaux-chrétiens.
Gouvernement de la Communauté française
 Hasquin  Demotte I
Ce gouvernement prend le relais du Gouvernement Hasquin à la suite des élections régionales de 2004 du 26 juillet 2004 au 20 mars 2008 lors de la démission de cette dernière pour prendre des fonctions ministérielles dans le Gouvernement Leterme au niveau fédéral belge.
Il cèdera sa place au Gouvernement Demotte.

## Composition
| Fonction | Titulaire | Titulaire               | Parti |
| --- | --------- | ----------------------- | ----- |
| Ministre-présidente, chargée de l’Enseignement obligatoire et de la Promotion sociale le 20.07.2007 : perd la compétence de la Promotion Sociale |           | Marie Arena             | PS    |
| Vice-présidente et ministre de l’Enseignement supérieur, de la Recherche scientifique et des Relations internationales                           |           | Marie-Dominique Simonet | cdH   |
| Vice-président et ministre du Budget et des Finances le 20.07.2007 : s'y ajoutent: Fonction publique et Sports                                   |           | Michel Daerden          | PS    |
| jusqu'au 20.07.2007: Ministre de la Fonction publique et des Sports                                                                              |           | Claude Eerdekens        | PS    |
| à partir du 20.07.2007: Ministre de la Jeunesse et de l'Enseignement de Promotion Sociale                                                        |           | Marc Tarabella          | PS    |
| Ministre de la Culture, de l’Audiovisuel et de la Jeunesse le 20.07.2007 : perd la compétence de la Jeunesse                                     |           | Fadila Laanan           | PS    |
| Ministre de l’Enfance, de l’Aide à la jeunesse et de la Santé                                                                                    |           | Catherine Fonck         | cdH   |